# The Scythe
The Scythe — четвертий студійний альбом італійського фольк-метал/павер-метал-гурту Elvenking. Реліз відбувся 7 листопада 2007 року у США та 14 листопада 2007 в Європі.

## Список композицій
Авторами всієї музики є Айдан та Дамна. Автори слів вказані нижче.
1. «The Scythe» — 5:36 (Aydan)
2. «Lost Hill of Memories» — 4:58 (Aydan)
3. «Infection» — 5:05 (Damnagoras)
4. «Poison Tears» — 4:30 (Damnagoras)
5. «A Riddle of Stars» — 5:22 (Aydan)
6. «Romance & Wrath» — 8:14 (Damnagoras)
7. «The Divided Heart» — 4:39 (Damnagoras)
8. «Horns Ablaze» (бонус діджіпаку) — 4:21 (Aydan)
9. «Totentanz» — 2:28
10. «Death and the Suffering» — 5:11 (Damnagoras)
11. «Dominhate» — 8:57 (Aydan)
12. «The Open Breach» (японський бонус) — 4:55

## Учасники запису
- Дамна — вокал, клавішні, гітара
- Айдан — гітара, вокал, клавішні
- Горлан — бас-гітара
- Зендер — барабан
- Еліген — скрипка, клавішні